# Open Philanthropy
Open Philanthropy est une fondation qui finance des projets philanthropiques et conduit des recherches, dont les découvertes sont partagées publiquement. Il identifie les opportunités exceptionnelles de dons, accorde des subventions, suit les résultats et les publie en ligne. Son directeur général actuel est Alexander Berger et ses principaux bailleurs de fonds sont Cari Tuna et Dustin Moskovitz.

## Origine
Open Philanthropy (initialement appelé « Open Philanthropy Project ») a été créé par un partenariat entre Good Ventures, la fondation de Tuna et Moskovitz, et GiveWell, un évaluateur d'organismes caritatifs fondé par Holden Karnofsky et Elie Hassenfeld. Incubé au sein de GiveWell, il a commencé à fonctionner de manière autonome en 2017,,.

## Domaines d'intervention

Ancien logo.

Open Philanthropy définit une cause comme « le domaine entourant un problème ou une opportunité particulière - tel que la réforme de la justice pénale, la prévention de pandémies ou la réduction du poids de la maladie d'Alzheimer - dans lequel il est nécessaire de développer une expertise et des réseaux pour décider correctement de l'attribution de financements ». Selon Open Philanthropy, le choix de se focaliser dans un domaine spécifique - défini comme une cause hautement prioritaire - est l'un des choix les plus importants d'un philanthrope. 
Open Philanthropy donne la priorité aux causes qui ont un score élevé sur une combinaison des trois critères suivants: 
- Importance: combien de personnes sont touchées et à quelle gravité?
- Caractère négligé: quelle quantité de ressources est déjà allouée au problème?
- Facilité de résolution: quelle est la marge de progression restante?

En août 2019, Open Philanthropy avait sélectionné les domaines d’intervention principalement parmi les quatre catégories suivantes: 
1. Réformes politiques aux Etats-Unis[9]. Domaines d’intervention actuels: réforme de la justice pénale[10], bien-être des animaux d’élevage, politique de stabilisation macroéconomique, politique d’immigration et réforme de l’utilisation des sols .
2. Risques catastrophiques mondiaux[11]. Domaines d’intervention actuels: biosécurité et préparation aux pandémies et risques potentiels des intelligences artificielles avancées.
3. Recherche scientifique[12],[13]. Domaines d’intervention actuels: santé et bien-être humains, innovation scientifique, développement de vaccins, sciences en support à la biosécurité et la préparation aux pandémies, recherche fondamentale à fort enjeux, politiques et infrastructures scientifiques et autres domaines de recherche scientifique.
4. Santé mondiale et développement[14],[15] : Les aides se concentrent principalement et dans des régions pauvres du monde. Open Philanthropy se base sur les recommandations de Givewell. Cela inclut notamment supplémentations, prévention de la malaria et élimination de vers intestinaux chez les enfants.

## Impact
En août 2019, Open Philanthropy avait octroyé environ 650 subventions à plus de 370 organisations différentes, pour un montant total de 857 millions de dollars. Les bénéficiaires notables comprennent Deworm the World Initiative (69,5 millions de dollars), le Malaria Consortium (59,5 millions de dollars), le Center for Security and Emerging Technology (55 millions de dollars), GiveDirectly (54,8 millions de dollars), la Against Malaria Foundation (49,2 millions de dollars), OpenAI (30 millions de dollars), la Schistosomiasis Control Initiative (23,5 millions de dollars), le Johns Hopkins Center for Health Security (18,9 millions de dollars), Sherlock Biosciences (17,5 millions de dollars), The Humane League (17,3 millions de dollars), Helen Keller International (13,7 millions de dollars), la Nuclear Threat Initiative (11,9 millions de dollars), le Future of Humanity Institute (12 millions de dollars), le Centre for Effective Altruism (12,9 millions de dollars) et 80000 heures (6,4 millions de dollars). 